# Maria Duran Febrer
Maria Duran Febrer (Manacor, 1953) és una jurista feminista especialitzada en drets de les dones. Des de 2019 és directora de l'Institut Balear de la Dona. També és vicepresidenta de l'Associació de Dones Juristes Themis, organització que va presidir de 1998 fins al 2002. De 2007 a 2011 va ser directora general de Responsabilitat Social del Govern Balear. Va ser corredactora de la primera Proposició de Llei Integral contra la violència de gènere presentada a l'Estat espanyol pel PSOE a principis de l'any 2000 i aprovada el 2004.

## Trajectòria
Llicenciada en Dret i advocada en exercici des de 1985, es va especialitzar en dret de família i dret penal centrant-se des del primer moment en la defensa dels drets de les dones. Del 1991 al 1994 va ser delegada del Col·legi d'Advocats de Balears en el Partit Judicial de Manacor i va ser també cofundadora de la Secció de la Dona de Col·legi d'Advocats de Balears. De 1991 fins a 2007 ha estat també integrant de la Coordinadora Estatal de Dones Advocades.
Des de 1994 és professora de Dret i Gènere als Seminaris de Pràctica Jurídica no discriminatòria organitzats per l'Associació de Dones Juristes Themis, i des de 1998 dels cursos organitzats pel Ministeri de Justícia sobre drets de les dones per a funcionaris judicials.
El febrer de 1998 va assumir la presidència de l'Associació de Dones Juristes Themis, substituint a la seva fundadora, Alicia Herrera Rivera, presidència que va assumir fins al 2002. L'organització està formada per advocades, procuradores, magistrades i secretàries judicials que tenen com a objectiu promoure la igualtat en el món de la justícia, especialment a l'hora d'abordar assumptes que afecten les dones. Dues dècades després, Duran es manté vinculada a l'associació i el 2018 ocupà una de les vicepresidències.
De 2001 a 2005 va formar part de la junta directiva de l'Associació Europea de Dones Advocades (European Women Lawyers Association, EWLA). Des de la seva creació el 2017 forma part de el Consell Assessor per a les polítiques d'igualtat del PSOE. També és membre de la comissió del Ministeri de Justícia per a la Incorporació de la perspectiva de gènere en la Llei d'enjudiciament criminal.

## Violència contra les dones
Maria Duran és una de les juristes pioneres en la lluita contra la violència cap a les dones en l'àmbit de la justícia. Des dels seus inicis com a advocada a principis dels anys 1980 ha portat més de 10.000 casos. De 1999 a novembre 2000 va ser coordinadora del projecte europeu Daphne «Protegir» en matèria de violència contra les dones i infància i va ser corredactora de la Primera Proposició de Llei Integral contra la violència de gènere presentada el 2000 pel Grup Parlamentari del PSOE i finalment aprovada el 2004.
Duran considera que la Llei Integral contra la Violència de Gènere que no ha tingut prou desenvolupament i qüestiona que s'hi hagi invertit el mínim. Ha format part del grup de persones expertes del Ministeri d'Igualtat que va elaborar la Llei orgànica de salut sexual i reproductiva i interrupció voluntària de l'embaràs, i ha estat redactora dels esborranys de lleis d'igualtat de dones i homes de diverses comunitats autònomes.

## Publicacions
- Análisis jurídico-feminista de la Ley Orgánica de Medidas de Protección Integral contra la Violencia de Género. Revista Artículo 14. Una perspectiva de género. Instituto de la Mujer. Número 17. Desiembre de 2004. Pàg. 4 i 5.
- La Ley contra la Violencia de Género en el contexto internacional. Temas para el Debate. 2005

### Llibres
És coautora dels llibres:
- Democracia Paritaria, análisis y revisión de las leyes electorales vigentes en Europa
- Los desafíos de la familia matrimonial
- Tratamiento Penal de la violencia domestica
- Guía de Buenas Practicas Forenses en Materia de Violencia de Género